# Свіниця (округ Кошиці-околиця)
Сві́ниця (словац. Svinica) — село в окрузі Кошиці-околиця Кошицького краю Словаччини. Площа села 27,11 км². Станом на 31 грудня 2016 року в селі проживало 886 жителів.

## Історія
Перші згадки про село датуються 1276 роком.

## Населення
| Рік:            | 1994. | 2004.    | 2014.   | 2024.    |
| --------------- | ----- | -------- | ------- | -------- |
| Кількість осіб: | 657   | 824      | 853     | 1010     |
| Різниця:        |       | +25,41 % | +3,51 % | +18,40 % |

| Рік:            | 2023. | 2024.   |
| --------------- | ----- | ------- |
| Кількість осіб: | 1008  | 1010    |
| Різниця:        |       | +0,19 % |